# Тінь (архетип)
Тінь в аналітичній психології, згідно концепції структури особистості К.Г. Юнга — є природною складовою особистості, одним із найбільш помітних архетипів (поряд із персоною, анімою та анімусом), має архетипне ядро в колективному несвідомому, частково проникає в індивідуальне несвідоме та его, проявляючись у свідомості у вигляді неприємних, витіснених думок. Тінь — це проекція того, з ким або з чим бореться людина. Цей архетип є несвідомою структурою психічної реальності, яка є соціально неприйнятною і заперечується самою особистістю.

## Опис
Архетип Тіні — це втілення темної сторони психіки, тваринна сторона індивіда, несвідома долюдська частина психіки, зосередження всіх негативних рис особистості, центр особистого несвідомого, символізує ту несвідому частину особистості, яка може виглядати як демонічний двійник і, на думку Юнга, «це моральна проблема, що кидає виклик всій его-особистості», літературними виразами якої К.Юнг вважав Мефістофіля у «Фаусті» І.В.Гете, Хьочні в «Пісні про нібелунгів», Локі в «Едді», тощо. Згідно з теорією Юнга, диявол — це християнський еквівалент Тіні. Тінь уособлює сукупність низьких примітивних несвідомих бажань і грубих людських потягів, які приховані або несвідомі і знаходяться в конфлікті з людською свідомістю. Тінь є відносно автономною частиною особистості, яка складається з особистих і колективних психічних установок, які не можуть бути прийняті індивідом через несумісність з свідомим уявленням про себе.
В тіні можна виділити: особисту Тінь — належить до індивідуального несвідомого і може мати структуровану форму комплексу, та колективну Тінь — архетиповий компонент колективного несвідомого. Тінь — це або несвідомий аспект особистості, з яким свідоме его не ідентифікує себе, або все несвідоме, тобто все, що людина не до кінця усвідомлює. Тінь це протилежність свідомим якостям людини.
|                                                   | «Фігура Тіні персоніфікує собою все, що суб'єкт не визнає в собі і що все-таки — безпосередньо або ж опосередковано — знову і знову спливає в його свідомості, наприклад, нікчемні риси його характеру або інші неприйнятні тенденції». |
| — К.-Г. Юнг. Свідомість, несвідоме і індивідуація | |

Архетип Тінь концептуально подібний до id в концепції Зигмунда Фрейда. Однак, на відміну від фрейдистського визначення Тіні, юнгіанська Тінь може охоплювати все, що знаходиться поза межами світла свідомості, і може бути як позитивною, так і негативною. Тінь завжди заперечується, і людина схильна переносити властивості своєї Тіні на іншого індивіда. Згідно з Юнгом, Тінь, яка є інстинктивною та ірраціональною, схильна до психологічної проекції, коли усвідомлена особиста неповноцінність розпізнається як уявна моральна вада когось іншого (осіб однієї статі). Ці проекції ізолюють і обманюють індивіда, виступаючи в ролі ілюзорної завіси між его і реальним світом, яка постійно потовщується. Несвідомі проекції Тіні на інших людей є типовими елементами особистих, а також колективних (наприклад, національних) конфліктів.  Визнання власної Тіні, власної недосконалості є передумовою для налагодження стосунків між людьми. Усвідомлення власної Тіні є початком  самопізнання.
Оскільки людина схильна відкидати найменш бажані аспекти своєї особистості або не усвідомлювати їх, Тінь сприймається переважно як негатив. Однак навіть позитивні сторони можуть залишатися прихованими в Тіні (особливо у людей із заниженою самооцінкою, тривожністю та помилковими переконаннями).
Персона і Тінь протилежні якості однієї особистості. У світлі архетипової теорії Персона і Тінь є в опозиції, але водночас взаємодоповнюючими і взаємопідсилюючими. Чим більше Персона домінує в структурі особистості, тим більшою є Тінь, тому що людині потрібно витісняти в несвідоме все більше і більше нереалізованих бажань. Архетипно дуальна пара Персона/Тінь є проявом психічної бінарності особистості, яка виражається через протистояння зовнішнього і внутрішнього, є архетипною парою в колективній душі.
За Юнгом, індивід має справу з Тінню чотирма способами: заперечення, проекція, інтеграція та/або трансмутація. Юнг не вважав за можливе просто позбутися Тіні, не визнавати її, адже вона є природною частиною особистості, і людина без Тіні є такою ж неповноцінною, як і без інших частин душі. На його думку, найшкідливіше — не помічати, ігнорувати Тінь, тоді як уважне ставлення до неї, прагнення проаналізувати її зміст допомагають подолати її негативний вплив. Згідно з Юнгом, примирення з власною Тінню та інтеграція її в загальну особистість є одним із центральних завдань процесу дорослішання людини і являє собою неодмінний крок на шляху до становлення цілісності (індивідуації). Архетип Тіні після усвідомлення відкриває шлях до усвідомлення Аніми та Анімуса, які можна пізнати лише через сприймання осіб протилежної статі.

## У сновидіннях
Юнг припускав, що архетипні образи та ідеї здебільшого відображаються у сновидіннях, і також часто зустрічаються в культурі у вигляді образів, які використовуються в літературі, живописі та релігії. Аспекти Тіні часто відображуються у сновидіннях. Через свою «протилежну конструкцію» Тінь найчастіше символізується уві сні темною фігурою однієї статі з сновидцем, що викликає неприйняття і роздратування. Тінь є частиною мислення, але виходить з несвідомого. Ігнорування або невизнання Тіні може викликати неузгодженість особистості.

## Приклади в масовій культурі
• Тайлер Дерден у фільмі "Бійцівський клуб"
• Агент Сміт у Матриці
• Джокер проти Бетмена
• Темна Хізер у Silent Hill 3